# 競艇関連情報番組
競艇関連情報番組（きょうていかんれんじょうほうばんぐみ）とは、2000年（平成12年）4月9日から始まった文化放送・ラジオ大阪の日曜16時台に放送している番組枠の総称である。番組のスポンサーは競艇広報センターと日本財団だったが、現在はBOAT RACE振興会の単独提供。

## 放送時間
全てJST。
- 2015年度までの下半期（10月 - 翌年3月）、2016年 - 2018年度、2020年度 - 
  - 文化放送：日曜 16:00 - 16:55
  - ラジオ大阪：日曜 16:30 - 16:55 25分枠に再編集されたものが裏送りされる。
- 2015年度までの上半期（4月 - 9月）
  - 文化放送・ラジオ大阪：日曜 16:30 - 16:55（両局で同じ内容を放送）
- 2019年度
  - 文化放送・琉球放送：日曜 16:00 - 16:55
  - ラジオ大阪：日曜 16:30 - 16:55 25分枠に再編集されたものが裏送りされる。

ラジオ大阪は16:30まで『OBCドラマティック競馬』が放送されるため、通年で30分枠での放送。さらに2012年度までのナイターインシーズン中は『ミュージックギフト〜音楽・地球号』（16:00 - 16:30、ラジオ大阪は17:00 - 17:30）放送のため、文化放送も30分枠となり、ラジオ大阪とは完全に同内容の放送となっていた。諸般の事情で『ミュージックギフト』は2013年3月末で終了したが、2015年度までは従前同様の体制を維持。2016年度（『MAX・邦丸 Ride on Boat』）から通年で、文化放送では55分枠での放送、ラジオ大阪は25分再編集版の裏送り放送で統一された。
また、毎年2月に行なわれる『日本大相撲トーナメント』のある日曜日は当番組枠を文化放送では休止し、大相撲トーナメントの中継放送にてBOAT RACE振興会が番組提供している。この場合も、ラジオ大阪と琉球放送（2020年のみ）では文化放送からの裏送りで通常通り放送される。

## 現在この枠で放送中の番組
- アインシュタイン・山崎紘菜 Heat&Heart!（2020年4月5日〜）
  - 出演者を一新し、アインシュタイン（稲田直樹・河井ゆずる）と山崎紘菜を新たなパーソナリティに起用。音楽番組色を強めた構成となり、直接ボートレースを扱うコーナーは文化放送のスポーツアナウンサーが担当する番組後半の5分程度に集約している。
  - 琉球放送ではボートレースラジオ実況中継のネットについては、2020年4月以降も継続するが前番組とは異なり本番組のネットは行われない。
  - 開始当初は番組ホームページがなかったため、番組公式Twitterが開設されたが、現在はホームページで放送内容の要約が掲載されている。
  - 放送する回によって、競艇愛好家のゲストを様々なジャンルから呼んでトークする日と、アインシュタイン・山崎の3人だけで進行する日がある。また不定期で浜松町の文化放送のスタジオや、六本木にあるボートレースの広報施設「BOATRACE六本木・SIX WAKE HALL」というイベント会場を利用した公開生放送が実施されることもある。
  - 2020年9月27日放送分と10月4日放送分はアインシュタインの2人が新型コロナウイルスに感染し隔離処置となったため代理パーソナリティーとして事務所の先輩であるトレンディエンジェルの2人が出演した。
  - 2021年2月7日は、当初は日本大相撲トーナメント第45回大会の開催が予定されていたものの、新型コロナウイルスの感染拡大の影響で、東京都に緊急事態宣言が発令されたことから、同年1月18日の段階で早々と中止[2]が決定したため、この日は通常放送が行われた。
  - 2022年2月6日は、当初から文化放送のみ日本大相撲トーナメント第46回大会実況生中継（16:00-17:30）の放送があるため、OBC向けの25分編集版裏送りのみで放送する予定だったが、この前日の5日に大相撲トーナメントの開催が中止となり放送できなくなったため[3]、急遽通常放送に準じた内容を直前に収録して放送した。
  - 2025年2月9日は、当初から文化放送のみ日本大相撲トーナメント第49回大会実況生中継（16:00-17:30）の放送があるため、OBC向けの25分編集版裏送りのみで放送する予定だったが、放送が中止となり放送できなくなったため、この日は通常放送が行われた。

## この枠で放送していた番組
- 井森美幸のおしゃべりマークリー（2000年4月 - 2002年3月）
  - この番組途中から番組終了までさまぁ〜ずの大竹一樹がアシスタントでレギュラー出演、番組初期は女性アシスタントが出演していた。
- 遠藤久美子のパステルターン（2002年4月 - 2003年12月）
  - この番組から当時は文化放送アナウンサーの野村邦丸がレギュラーで出演するようになる。
- 山本譲二・野村邦丸 マクリ注意報!（2004年1月 - 2007年9月）
- 兵藤ゆき・野村邦丸ブイブイトーク（2007年10月 - 2011年3月）
- もっと!遊ぼーと!!（2011年4月10日 - 2013年3月31日）
  - キャスターは野村・山本梓・高尾晶子の3名である。
- 圭市・邦丸ドリボート（2013年4月7日 - 2016年3月27日）
  - 土屋圭市を新たに起用し、野村は前番組から残留、高尾はボートレース関連のコーナーのみ出演に降格した。またこれ以外に文化放送のスポーツアナや現役ボートレーサーもゲストで出演した。
- MAX・邦丸 Ride on Boat（2016年4月3日 - 2020年3月29日）
  - 前番組の土屋に代わり、MAX（Nana、Mina、Lina）を新たに起用。野村と高尾は前番組同様の役回りで引き続き出演。「ボートレース学びMAX!」コーナーに2018年10月からボートレースアンバサダーで元競艇選手の植木通彦が定期出演するようになった[4]ため、高尾が欠席した場合は野村が1人で進行する、過去には加納有沙（BOAT RACEラジオガール、当時）が代役で出演することがあった。
  - ラジオ大阪での再編集版では、コーナーは「今日のテーマ」「ボートレース学びMAX!」のみとなっていた。
  - 2017年1月1日[5] - 3月12日放送分はLinaが語学留学のため番組を欠席しており、Nana、Mina、野村、高尾の4人で番組を進行していた。
  - 長らく産休に入っていたReinaは、2017年5月のMAX復帰後も出演実績がなかったが、2018年12月16日放送分でNanaの代打として初めて番組に出演した[6]。以降もNana、Mina、Linaの欠席時に代打として出演することがあったが[7]、Nanaの産休（2020年1月5日放送分以降。最終回は電話出演）をもってしても常時起用はならなかった[8]。
  - 野村は2017年1月に定年を迎え文化放送を退社。2017年2月からは同番組にフリーアナウンサーとして出演していた。
  - 野村は文化放送所属時より平日午前から昼に帯番組[9]を担当しており、番組関連のイベントが地方のボートレース場で開催される場合は欠席することがあった[10][11]。2019年9月1日のボートレース大村での当番組の生放送は野村が出演せず、当日実況中継を担当する松島茂アナが代打として進行を担当した。
  - 2019年4月7日から2020年3月29日までは、MAXのメンバーの出身地である沖縄県の琉球放送[12]でもネットされ、文化放送と同じく16:00 - 16:55で放送された。
  - 長年出演していた野村と高尾は番組の終了をもって当番組枠から降板した。

## 優勝戦開催日の対応
- ボートレースライブ優勝戦実況中継が編成される日は番組が休止になる。文化放送では16:00からの30分は優勝戦展望が放送され、16:30からはラジオ大阪ほか全国のラジオ局で実況中継を放送する。この場合は進行は文化放送アナウンサーが行い、東尾修などのゲストが解説する[13]。実況中継も同時に2019年度マスターズチャンピオンよりネット開始した琉球放送は2019年度は16:00からフルネット、2020年度以降はラジオ大阪同様16:30飛び乗りとなる。
- SG第33回グランプリ／グランプリシリーズ開催日の放送は全枠『MAX・邦丸 Ride on Boat』として放送。2018年12月23日は文化放送では16:00からの30分は事前収録された通常のコーナーを放送し、16:30からはボートレース住之江からの実況中継を放送し、ラジオ大阪は飛び乗り放送[14][15]、2019年12月22日はMAX（Mina、Lina）と野村がボートレース住之江からの放送を行い、ラジオ大阪は飛び乗り放送[16]。
- SG優勝戦がナイターとして開催される場合も、2012年7月のオーシャンカップ競走までについては、本枠は優勝戦展望に差し替えられ休止されていたが、翌8月のモーターボート記念競走より、通常通り本枠を放送してから、別枠でナイターSGの生中継を行う形態に変更された[17]。『MAX・邦丸 Ride on Boat』時代は、当日に優勝戦のナイターが予定される日は通常編成ではなく、レース会場と中継を繋いで優勝戦展望と同様の内容で放送されていた[18]。この場合は、開催地地元のボートレース中継ネット局にも本番組を臨時ネットすることがあった。このような臨時ネットの例は以下の通り。
  - 第64回ボートレースメモリアル優勝戦開催予定日であった2018年8月26日[19]には、開催地・ボートレース丸亀の地元局である西日本放送へフルネットされた。
  - 第65回ボートレースダービー優勝戦が開催された2018年10月28日には、開催地・ボートレース蒲郡の地元局である東海ラジオへフルネットされた。
  - 第65回ボートレースメモリアル優勝戦が開催された2019年9月1日には、開催地・ボートレース大村の地元局である長崎放送及び独自編成を行う中継局であるNBCラジオ佐賀へフルネットされた。